# José León Gómez
José León Gómez (Dos Hermanas, Sevilla, 23 de marzo de 1935) es un dirigente deportivo del Real Betis Balompié que fue el presidente del club durante el año 1969, entre los años 1992 y 1995 y desde mediados de 2006 al 2010.

## Biografía
Su profesión es empresario aceitunero, nació en Dos Hermanas (Sevilla) y es el presidente que coincidió con el centenario del club bético. 

## Betis
Nació el año que el Betis triunfó en Liga y se ha hecho cargo del club en tres etapas: fugazmente en 1969 y dos más (1992 y 2006).
En 2021 fue condenado por su gestión del club junto a Luis Oliver Albesa